# MAD Video Music Awards
Los MAD Video Music Awards es una entrega de premios anuales trasmitidos por la cadena privada griega MAD TV. Los premios honran a los mayores logros del año en la industria de la música griega. El derecho de voto pertenece exclusivamente al público, los espectadores de la cadena MAD TV.

## Categorías de los premios
- Vídeo del Año

- Vídeo MAD GREEKZ

- Mejor vídeo Pop

- Mejor vídeo Danza

- Mejor vídeo de rock

- Mejor vídeo Hip Hop / Urbano

- Mejor vídeo Alternativo

- Mejor Dúo / Colaboración

- El vídeo más sexy

- Icono de la moda en un vídeo

- Mejor cotización

- MAD RADIO 106.2 Track del Año

- Mejor Grupo

- Mejor Artista Femenina

- Mejor Artista Masculino

- Mejor Nuevo Artista

- Artista del Año

- Artista del Año, Chipre (desde 2012)

## Lista de Ceremonias
- 2004: Vrahon Theater Melina Merkouri, Atenas Grecia: MAD TV y ANT1 TV TV)
- 2005: Vrahon Theater Melina Merkouri, Atenas Grecia: MAD TV y ANT1 TV TV; Chipre: Sigma TV)
- 2006: Vrahon Theater Melina Merkouri, Atenas Grecia: MAD TV y Alpha TV; Chipre: Sigma TV)
- 2007: Vrahon Theater Melina Merkouri, Atenas Grecia: MAD TV y Alpha TV; Chipre: Sigma TV)
- 2008: Vrahon Theater Melina Merkouri, Atenas Grecia: MAD TV y Alpha TV; Chipre: Sigma TV)
- 2009: Vrahon Theater Melina Merkouri, Atenas Grecia: MAD TV y Alpha TV; Chipre: Sigma TV ; Bulgaria: MAD Bulgaria)
- 2010: Tae Kwon Do Stadium, Atenas (Grecia: MAD TV y Alpha TV; Chipre: Sigma TV; Bulgaria: MAD Bulgaria)
- 2011: Tae Kwon Do Stadium, Atenas (Grecia: MAD TV y Alpha TV; Chipre: Sigma TV; Bulgaria: MAD Bulgaria)
- 2012: Tae Kwon Do Stadium, Atenas (Grecia: MAD TV y ANT1 TV; Chipre: Sigma TV; Bulgaria: MAD Bulgaria)
- 2013: Tae Kwon Do Stadium, Atenas (Grecia: MAD TV y ANT1 TV; Chipre: Sigma TV; Bulgaria: MAD Bulgaria)

## Récords
- Elena Paparizou ha ganado 19 premios, más que cualquier otro artista hasta la fecha. Ella es la única artista que ha ganado un premio cada año.
- Despina Vandi y Michael Hatzigiannis han ganado 10 premios.
- Sakis Rouvas ha ganado 17 premios, más que cualquier otro artista pop masculino.
- El grupo Goin 'Through ha ganado 7 premios, más que cualquier otra banda.
- Anna Vissi (2004), Michael Hatzigiannis (2007) y Sakis Rouvas (2010) han ganado 4 premios en un año.
- Las canciones "Train" y "All Or Nothing" ganaron 4 nominaciones.
- Despina Vandi ha ganado más premios en dos años consecutivos (2005, 2006) y es el única artista que logra esto.
- Elena Paparizou ha ganado 28 nominaciones, más que cualquier otro artista.
- Sakis Rouvas ha ganado 24 nominaciones, más que ningún otro artista masculino.
- Elena Paparizou (2005, 2008) y Sakis Rouvas (2006, 2009) son los únicos artistas que han ganado 6 nominaciones en un solo premio. Ambos han hecho esto en dos años diferentes.
- Elena Paparizou ha ganado el premio a la mejor artista femenina 4 veces, así Sakis Rouvas, Sakis Rouvas ha ganado el premio a "Mejor Artista Masculino" 3 veces
- Sakis Rouvas (2009,2010,2011) ha ganado el premio al "Artista del Año", 3 veces más que cualquier otro artista.
- Anna Vissi ha ganado 8 premios en 8 categorías, por lo que Elena Paparizou ha ganado 13 premios en 8 categorías.
- Elena Paparizou ha ganado 5 premios en una categoría, mientras Goin 'Through 4 premios en una categoría.
- Elena Paparizou ha actuado 4 veces la primera (2005,2007,2008,2010)

- Datos: Q3565239